# تل سکین
تل سکین (به عربی: تل سکین) یک روستا در سوریه است که در ناحیه مرکزی محرده واقع شده‌است. تل سکین ۱٬۹۶۳ نفر جمعیت دارد.